# Lothar Willms
Lothar Willms (* 8. März 1974 in Aachen) ist ein deutscher Klassischer Philologe.

## Leben
Nach dem Abitur 1993 am Ritzefeld-Gymnasium Stolberg studierte Willms vom Wintersemester 1993/1994 bis zum Wintersemester 1998/1999 die Fächer Latein, Französisch und ab dem Wintersemester 1994/1995 zusätzlich Griechisch an der Universität Trier mit dem Studienziel Lehramt an Gymnasien. Im Wintersemester 1995/1996 studierte er als Stipendiat des Deutschen Akademischen Austauschdienstes an der Universität Poitiers die Fächerkombination „Lettres classiques“ (Französisch, Latein und Griechisch). Von 1997 bis 1999 war er wissenschaftlicher Mitarbeiter und Tutor für Latein und Griechisch an der Universität Trier. Am 7. September 1999 legte er in Trier das erste Staatsexamen in den Fächern Klassische Philologie/Latein (1. Fach) und Französische Philologie/Französisch (2. Fach) ab. Thema der schriftlichen Prüfungsarbeit war Philologische Interpretation des Tierkreises in Aviens Phaenomena (Verse 1014–1325). Von 1999 bis 2000 war er wissenschaftliche Hilfskraft am interdisziplinären Projekt Schmerzerfahrung und Schmerztherapie in der Antike an der Universität Trier. Im Wintersemester 2000/2001 war er Lehrbeauftragter in Vertretung mit vier Lehrveranstaltungen im Fachbereich Klassische Philologie an der Universität Trier. Am 23. Juni 2000 legte er die Erweiterungsprüfung im Fach Klassische Philologie/Griechisch für das Lehramt an Gymnasien ab.
Vom Sommersemester 2001 bis zum Sommersemester 2003 war Lothar Willms Lehrbeauftragter für die Einführung in Latein und Griechische Linguistik an der Universität Trier. Nach der Promotion im Jahr 2004 in Klassischer Philologie an der Universität Trier war er von 2004 bis 2010 Assistent am Lehrstuhl für Griechische und Lateinische Linguistik am Fachbereich Klassische Philologie der Ruprecht-Karls-Universität Heidelberg. Im Anschluss an die Habilitation im Jahr 2011 für das Fach Klassische Philologie wurde er in Heidelberg zum akademischen Rat auf Zeit ernannt. 2017 bis 2019 hielt Willms sich mit einem Forschungsstipendium der Alexander-von-Humboldt-Stiftung an der Brown University in Providence auf; im Anschluss daran förderte ihn dieselbe Stiftung mit einem Rückkehrerstipendium für einen Forschungsaufenthalt an der Universität Heidelberg. Seit Juni 2022 hat er als Privatdozent eine Heisenberg-Stelle am Institut für Klassische Philologie an der Humboldt-Universität zu Berlin inne.
In seiner Forschung befasst sich Willms mit dem Drama, der Philosophie (besonders der Stoa) und der Politiktheorie der Antike, mit den Gender Studies (insbesondere Männlichkeitskonzeptionen) sowie mit der historischen Sprachwissenschaft des Griechischen und Lateinischen.

## Schriften (Auswahl)
- Epiktets Diatribe Über die Freiheit (4.1). Einleitung, Übersetzung, Kommentar (= Wissenschaftliche Kommentare zu griechischen und lateinischen Schriftstellern). Winter, Heidelberg 2011–2012 (zugleich Dissertation, Trier 2004).
  - Band 1. Einleitung und Kommentar (§§ 1 – 102). 2011, ISBN 978-3-8253-5816-7.
  - Band 2. Kommentar (§§ 103 – 177). Übersetzung, Register und Literaturverzeichnis. 2012, ISBN 978-3-8253-6012-2.
- Transgression, Tragik und Metatheater. Versuch einer Neuinterpretation des antiken Dramas. Zugleich ein Beitrag zur Theorie von Theater, Drama und Tragödie (= DRAMA – Beiträge zum antiken Drama und seiner Rezeption. Band 13). Narr, Tübingen 2014, ISBN 978-3-8233-6828-1 (zugleich Habilitationsschrift, Heidelberg 2011).
- Klassische Philologie und Sprachwissenschaft (= UTB. Band 3857). Vandenhoeck & Ruprecht, Göttingen 2013, ISBN 978-3-8252-3857-5.
- Übersetzung, philologischer Kommentar und vergleichende Interpretation des Tierkreises in Aviens Phaenomena (Verse 1014–1325) (= AKAN-Einzelschriften – Antike Naturwissenschaften und ihre Rezeption. Band 8). Wissenschaftlicher Verlag Trier, Trier 2014, ISBN 978-3-86821-508-3 (zugleich Staatsexamensarbeit, Trier 1999).
- Lateinische Stilübungen. Ein Arbeitsbuch mit Texten aus Cäsar und Cicero. Vandenhoeck & Ruprecht, Göttingen 2017, ISBN 3-525-71120-4.
- als Herausgeber: Interkulturalität in der Antike. Von Kelten, Römern, Griechen, Etruskern und Germanen. Wissenschaftlicher Verlag Trier, Trier 2023.

## Auszeichnungen
- 2005: Förderpreis der Universität Trier für herausragende Dissertationen
- 2017: Feodor-Lynen-Stipendium für erfahrene Wissenschaftler der Alexander-von-Humboldt-Stiftung
- 2017: William Calder Fellowship